# 站前地下街

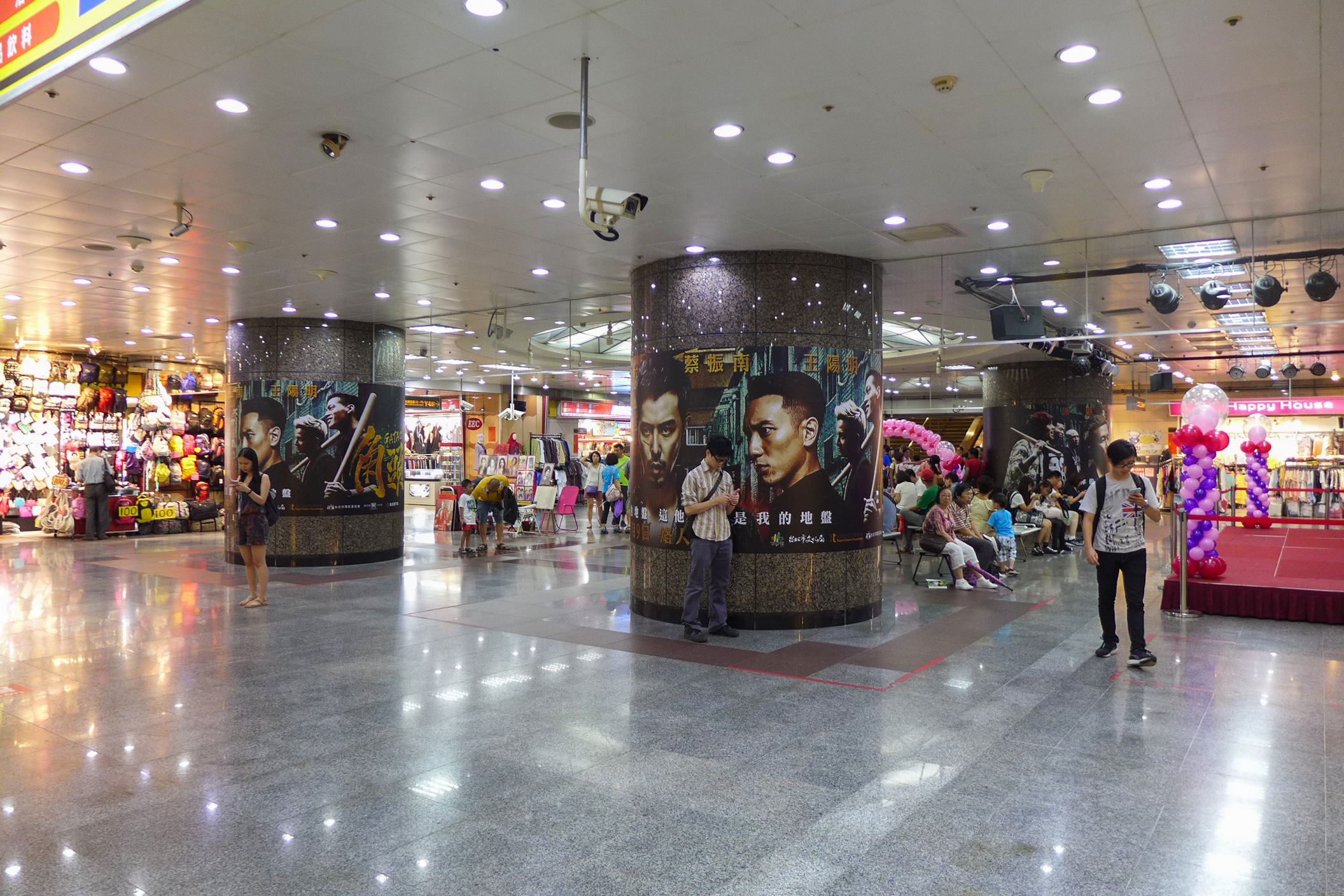
站前地下街(2015年)

台北站前地下街（別稱Z區地下街）位於台灣台北市中正區，是台北市境內眾多地下商店街之一。

## 地下街構造及位置
站前地下街位於忠孝西路正下方，東起南陽街（新光三越台北站前店前方）、西至重慶南路（台開大樓、三井倉庫）。與台北捷運台北車站聯通，經Ｋ區地下街聯通台北車站，可轉乘高鐵、台鐵。
站前地下街英文Station Front Metro Mall（縮寫sfmm，台北捷運公司命名設計LOGO），經台北市政府產業發展局於2008年左右統一規畫，站前地下街以字母
Z（取自忠孝西路之「忠」，Zhong）為識別，識別色為粉紅色。
構造上本街全長343公尺，10個出入口、3座無障礙電梯、東西兩側（往捷運及Z7出口）共二個廁所。
- 無障礙電梯分別位於忠孝西路與重慶南路交接（新光三越台北站前店前方）南北兩側及東端廁所（僅通往台北捷運台北車站）

民國82年(西元1993年)，台北捷運板南線施工時，在忠孝西路地下，發現一千多根約1×1×3米的台北城基石遺構。石材遺跡挖掘出來之後，台北市政府特別在挖掘出石材遺跡的站前地下街興建面積約百坪的台北府城古蹟特區（原Z10為一號出口，廣場編號由西向東，故稱二號廣場）；相關台北城古蹟展示亦於北門捷運站長年展出，台北車站歷史沿革與北門捷運站有更詳盡說明。
| 出入口               | 照片                 | 描述                                       |
| 忠孝西路南側的出入口 | 忠孝西路南側的出入口 | 忠孝西路南側的出入口                       |
| -------------------- | -------------------- | ------------------------------------------ |
| 出入口Z2             |                      | 新光三越台北站前店 南陽街 台北凱撒大飯店   |
| 出入口Z4             |                      | 館前路 新光三越台北站前店 國立台灣博物館   |
| 出入口Z6             |                      | 館前路 國立台灣博物館                      |
| 出入口Z8             |                      | 懷寧街 台北廣場大廈                        |
| 出入口Z10            |                      | 重慶南路 台北郵局 撫台街洋樓 北門廣場      |
| 忠孝西路北側的出入口 |                      |                                            |
| 出入口Z1             |                      | 承德路 桃園機場捷運 台北車站（台鐵、高鐵） |
| 出入口Z3             |                      | 館前路                                     |
| 出入口Z5             |                      | 重慶北路                                   |
| 出入口Z7             |                      | 重慶北路 桃園機場捷運                      |
| 出入口Z9             |                      | 重慶北路 桃園機場捷運 三井倉庫 鐵道部      |

## 利用狀況
營業中，可分為輕食區、流行區、活行區。
- 旅客分析
  - 開幕初期每日約有三十萬人次進出。
  - 因都市交通重新規劃（轉運站遷移、台北捷運分流、行政院新莊聯合辦公大樓），通勤旅客減少六成，至約有七至十萬人次進出。
  - 國光客運搬遷後，公車彎建設完成後，臺北市政府評估每日擬增加至十二到十五萬人次（轉乘人流增加），實際因公車停靠並未全部移置公車彎（台北車站前仍保留大多數公車停靠，公車彎僅供新莊、蘆洲使用）每日通勤人數銳減至約五萬人次。公車彎之設置，導致台北車站前站轉運功能完全喪失，前站商圈迅速沒落因素之一。
  - 自由行旅客主要為中國、香港、日本、韓國、新加坡旅客，因重慶南路、懷寧街有三十家以上商旅（新冠疫情重創住宿業，疫情嚴峻時期凱薩飯店為求生存亦加入防疫旅館行列）

廣場常用在舉辦各式各樣的活動，如展覽、宣傳、書展等。
目前營運單位為「保證責任台北市站前地下街場地利用合作社」，經管機關已由「臺北大眾捷運股份有限公司」變更為「臺北市市場處」。

## 歷史
1992年10月：台北市政府決定拆除中華商場。
2000年3月：地下街開幕，安置原先中華商場810戶承租戶。原由臺北市政府府財政局於2001年10月委託臺北大眾捷運股份有限公司經營及管理，該公司並依經營契約完成原中華商場拆遷戶安置作業。
2004年3月15日：站前地下街正式對外營運，安置原先中華商場另外254戶承租戶。
2004年11月19日：復因安置戶陳情要求比照台北地下街管理機制由市場處管理，於2004年11月19日將站前地下街移交市場處管理。
2004年12月3日：站前地下街共規劃17間店鋪，基於建築法規規定及消防公共安全考量，無法配合市府安置政策，施作一戶一間店鋪之隔間，採以共同經營方式，考量各店鋪大小規劃安置戶數組成公司（商號）經營，由中華商場254戶安置戶依公司法規定籌組成立9家公司，並於93年12月3日與市場處簽訂「臺北市站前地下街委託管理行政契約書」，接受市場處委託並經營管理該場地。

## 外部連結
- 站前地下街 （页面存档备份，存于）
- 臺北市市場處機關入口網-站前地下街 （页面存档备份，存于）
- 台北市站前地下街商場的Facebook專頁